# Луций Емилий Павел (консул 1 г.)
Вижте пояснителната страница за други личности с името Луций Емилий Павел.
Луций Емилий Павел (на латински: Lucius Aemilius Paullus; * 37 пр.н.е., † 14) e политик на ранната Римска империя в започването на 1 век.

## Биография
Павел е син на Павел Емилий Лепид (суфектконсул 34 пр.н.е. и последният цензор) и Корнелия Сципиона, дъщеря на Публий Корнелий Сципион Салвито и Скрибония. Брат е на Марк Емилий Лепид (консул 6 г.) и Емилия Лепида. Половин брат е на Павел Емилий Регил (квестор при Тиберий) от брака на баща му след смъртта на майка му (между 20 и 15 пр.н.е.) с Клавдия Марцела Младша.
През 4 пр.н.е. Павел се жени за роднината си Юлия Младша, дъщеря на Марк Випсаний Агрипа и Юлия Стара и внучка на Август и общата им баба Скрибония. Така Павел има добри връзки с императорския дом.
През 1 г. Луций Емилий Павел става консул заедно с Гай Цезар. Павел е в колегията на Арвалските братя. През 8 г. се включва в заговор на група аристократи срещу императора. След като заговорът е разкрит, Павел е екзекутитран за предателство. Има мнения, че той се развежда с Юлия и живее в изгнание.

## Деца
Павел има от брака си с Юлия две деца:
- Емилия Лепида (*4/3 пр.н.е.; † 3)
- Марк Емилий Лепид (* 6; † 39 г.)